# Maecky Ngombo
Maecky Fred Ngombo Sansoni (Lieja, Bélgica, 31 de marzo de 1995) es un futbolista belga juega como delantero.

## Trayectoria

### Roda JC Kerkrade
Ngombo se unió a Roda JC Kerkrade en 2015. Hizo su debut con Roda el 20 de diciembre de 2015 contra Willem II Tilburg. En general, anotó 4 goles en 17 partidos para el club.

### Fortuna Düsseldorf
Se unió al Fortuna Düsseldorf en 2016.

### Milton Keynes Dons
El 30 de enero de 2017, Ngombo se unió al Milton Keynes Dons de la League One en préstamo hasta el final de la temporada 2016-17.

### Regresó a Roda JC
En enero de 2018, Ngombo regresó al club Roda JC Kerkrade por un contrato de seis meses que ya había probado con el club en octubre de 2017.

## Selección
- Ha sido internacional con la Selección Sub-21 en 1 ocasión.

## Clubes
| Club                  | País         | Año       |
| --------------------- | ------------ | --------- |
| Roda Kerkrade         | Países Bajos | 2015-2016 |
| Fortuna Düsseldorf    | Alemania     | 2016      |
| Fortuna Düsseldorf II | Alemania     | 2016      |
| Milton Keynes Dons    | Inglaterra   | 2017      |
| Roda JC               | Países Bajos | 2018      |
| Ascoli                | Italia       | 2018-2019 |
| Go Ahead Eagles       | Países Bajos | 2019-2021 |
| CR Belouizdad         | Argelia      | 2020-2021 |
| FC Botoșani           | Rumania      | 2021      |
| KFC Houtvenne         | Bélgica      | 2022      |
| ACR Messina           | Italia       | 2022-2023 |